# Priyamvada Natarajan
Priyamvada (Priya) Natarajan est une astrophysicienne théoricienne et professeur aux départements d'astronomie et de physique de l'université Yale. Elle est connue pour son travail de cartographie de la matière noire et de l'énergie noire, en particulier dans les lentilles gravitationnelles et dans les modèles décrivant les histoires d'assemblage et d'accrétion des trous noirs supermassifs. Elle est l'auteur du livre Mapping the Heavens: The Radical Scientific Ideas That Reveal the Cosmos.

## Jeunesse
Priya Natarajan est née à Coimbatore (en Inde), de parents universitaires. Elle est l'une des trois enfants. Natarajan a grandi à Delhi, en Inde et a étudié à l'école publique de Delhi (en).

## Éducation
Natarajan est titulaire de diplômes de premier cycle en physique et en mathématiques du MIT. Elle a également été inscrite au programme MIT en science, technologie et société et au programme MIT en technologie et politique publique de 1991 à 1993. Elle a fait ses études supérieures en astrophysique théorique à l'Institut d'astronomie de l'université de Cambridge (en Angleterre), où elle a reçu un doctorat en 1998. Là, elle était membre du Trinity College et a été élue à une bourse de recherche de titre A qu'elle a occupée de 1997 à 2003. Avant de venir à Yale, elle était boursière postdoctorale invitée à l'institut canadien d'astrophysique théorique à Toronto, au Canada.

## Domaines de recherche
Natarajan a réalisé un travail approfondi dans les domaines suivants :
- Lentilles gravitationnelles — combinant des techniques d'analyse de lentilles fortes et faibles ; utilisation de la lentille comme sonde pour étudier l'évolution des galaxies en amas via de faibles effets de cisaillement locaux ; faible lentille due à une structure à grande échelle ; utiliser la lentille comme sonde des formes des halos de matière noire ; et comprendre les corrélations intrinsèques dans la forme des galaxies.
- Amas de galaxies — en utilisant conjointement les données de lentille, de rayons X et de Sunyaev-Zeldovich pour étudier la dynamique des galaxies en amas ; anisotropie de vitesse des orbites des galaxies ; caractérisant la croissance et l'évolution des amas dans l'espace des phases et la physique du processus de relaxation.
- Physique de l'accrétion — enjeux de l'alignement du spin des disques et des trous noirs centraux ; l'évolution des disques d'accrétion déformés ; Précession de Lense-Thirring ; le mécanisme de Blandford-Znajek et l'histoire de l'accrétion des trous noirs supermassifs.
- Problèmes liés à la formation des galaxies et à l'alimentation des quasars — la connexion entre les galaxies à fort décalage, les noyaux galactiques actifs et leurs trous noirs centraux ; la fonction de masse du trou noir ; rôle des quasars et de leurs flux sortants dans la formation des galaxies ; effet cinématique Sunyaev-Zeldovich des quasars ; la physique des processus de rétroaction dans la formation des galaxies ; contributeurs stellaires au fond de rayons X et à l'évolution du gaz neutre avec un décalage vers le rouge.
- Trous noirs binaires — la fusion et l'évolution des trous noirs supermassifs binaires dans les noyaux de galaxies riches en gaz ; les signatures des ondes électromagnétiques et gravitationnelles de ces systèmes ; les implications pour la formation de structures à des décalages élevés.
- Sursauts gamma — la relation entre les taux de sursauts gamma et le taux de formation d'étoiles moyenné à l'échelle mondiale, la morphologie et les propriétés des galaxies hôtes des sursauts gamma dans les bandes d'ondes optiques et sub-mm, la connexion SN-GRB[4].

## Distinctions et récompenses
Natarajan a reçu la bourse Emeline Conland Bigelow du Radcliffe Institute for Advanced Study de l'université Harvard en 2008. En 2009, elle a reçu une bourse Guggenheim. Natarajan a également été le récipiendaire 2009 du prix « Face of the Future » de la Fondation India Abroad et le récipiendaire du prix pour la réussite académique de l'Organisation mondiale pour les personnes d'origine indienne (GOPIO). Natarajan a été élue membre de la Royal Astronomical Society en 2009, de la Société américaine de physique en 2010 et The Explorers Club en 2010. Elle a reçu une bourse Joint Institute for Laboratory Astrophysics en 2010. En janvier 2011, elle a reçu un prix India Empire NRI pour ses réalisations scientifiques à New Delhi, en Inde. Elle a été visiteuse distinguée Caroline Herschel au Space Telescope Science Institute de Baltimore de 2011 à 2012. En plus de ses nominations actuelles à Yale et Harvard, elle est également titulaire de la chaire Sophie et Tycho Brahe, Dark Cosmology Center, Institut Niels-Bohr de l'université de Copenhague, au Danemark et a récemment été élue professeur honoraire à vie à l'université de Delhi.
Elle a été élue à l'Académie américaine des arts et des sciences en 2023. Elle a été nommée membre de l'Union américaine d'astronomie en 2024 « pour ses contributions fondamentales à notre compréhension de la nature de la matière noire et de la physique des trous noirs, et pour le développement d'un tout nouveau cadre permettant de cartographier la distribution détaillée de la matière noire à petite échelle au sein des amas de galaxies à l'aide de lentilles gravitationnelles ».
Natarajan a été désigné par Time comme l'une de ses cent personnes les plus influentes en 2024.